# 孫蔚如
孫蔚如（1896年—1979年7月27日），名樹棠，字蔚如，男，陝西长安人，國民革命軍中將，暨授陸軍上將加中将銜。

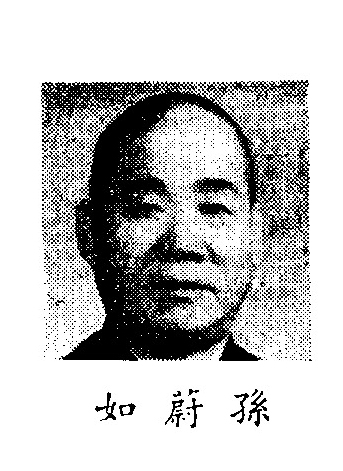

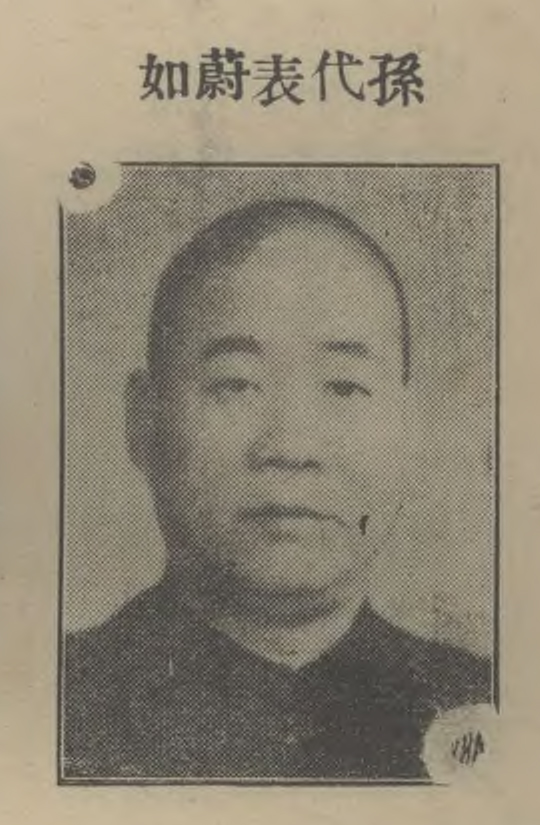

## 生平

### 早年經歷
清光緒二十二年（丙申），孫蔚如生於陝西西安咸甯縣（民國時併入長安縣）灞橋豁口村。1913年入陝西陸軍測量學校，1915年畢業。畢業後任陝西陸軍測量局地形課課員。自學生時代起，他就博覽新書，投身民主革命。
青年时期的孫蔚如受孙中山革命思想影响，于1916年加入中華革命党。1917年他投笔从戎，參加于右任创建的陝西靖國軍，任連長。1922年轉入楊虎城部第三路第一支队工作，任陝北鎮守使井嶽秀步兵團團副。1924年出任楊虎城的第一個軍校——安邊軍事教導隊隊長。後任國民三軍三師遊擊二支隊司令。後參加北伐戰爭等，由營長遞升至師長。

### 中年經歷
1927年後，他任国民革命军第二集团军第10军參謀長，暂21师参谋长。楊虎城投蔣介石後，部隊擴編，孫蔚如升任第7军第17师师长。雷馬事變爆發，楊虎城派孫蔚如進甘肃救援，趕走了吳佩孚、雷中田。1932年，他任甘肅宣慰使。1932年，第17师扩编为第38軍，他任軍長。1936年，他获授陸軍中將，被视為當時“西北军中僅次於楊虎城的有號召力的二號人物”。
西安事變中，他任西安戒严司令，抗日联军临时西北军事委员会副主任委员，抗日援绥军第一军团军团长。他積極促成西安事变的和平解決。
1937年1月8日，行政院電令孫蔚如迅就陝西省政府主席職:332。2月26日，行政院議決改組陝西省政府，任命孫蔚如為省府委員兼主席:5373。3月22日，陝西省政府主席孫蔚如及各省政府委員宣誓就職:5389。3月25日，國民政府任命孫蔚如兼陝西保安司令:5390。十七路军缩编为第三十八军后，他任第三十八军军长。

### 中國抗日戰爭
抗日战争开始后，时任国民革命军第38軍軍長的孫蔚如，派出第十七师（师长赵寿山）、第一七七师之五二九旅（旅长许权中）、教导团（团长李振西）参加保定战斗、娘子关战斗、忻口战役等战事，阻滞日军进展。其中，第十七师与教导团在娘子关战斗中，与敌血战九昼夜，予敌以重大杀伤；五二九旅忻口战役正面防守十四天。
1938年7月，孙蔚如部改编为國民革命軍第三十一军团，孫蔚如受任第31軍團軍團長，率部东渡黄河对日作战。首開永濟戰役，大挫日軍。同年11月，他任國民革命軍第四集团军總司令，在晋南中条山坚持抗战。
1939年6月，日军牛岛的二十师团、川岸的三十七师团一个旅团，配属野炮第二十六联队、山炮第一联队、空军山口集成飞行队（有战斗机、轰炸机38架），分九路侵犯平陆、茅津、大巨二十里岭一带国军防地。孙蔚如总司令主动将部队后撤至平陆，令國民革命軍第九十六軍军长李兴中率陈式玉之一七七师、孔从周之四十六旅由正面突入，歼敌步兵一大队、山炮一中队，激战十昼夜，歼敌数千人，孙部伤亡五千多人。
1940年8月，孙部为策应八路军百团大战，派出部队在同蒲铁路南段沿线，深入敌后破坏铁路公路。
孙部共防衛中條山長達3年之久，以伤亡两万多的代价，先后十一次粉碎日军扫荡，大量杀伤敌人，有效地阻止了日軍的鐵蹄踏入陝西境內。日军牛岛的二十师团在中条山战场先后补充新兵十九次。
第四集團軍總司令孫蔚如騎著戰馬檢查部隊陣地情況時，曾隨口吟作《滿江紅》詞一首，抒发抗日豪情：
立馬中條，長風起，淵淵代鼓。怒皆裂，島夷小丑，潢池耀武。
錦繡江山被蹂踐，炎黃胄裔遭荼苦。莫逡巡，邁步赴沙場，保疆土。
金甌缺，只手補；新舊恨，從頭數、挽狂瀾作個中流砥柱。
剿絕天驕申正義，掃除僭逆清妖蠱。
躋升平，大漢運方隆，時當午。
1940年10月，第四集团军调防河南，守备巩县、汜水、荥阳、广武百余里防线。
1941年10月，在广武地区战役中，配合友军收复郑州。
1944年4月，参加豫中会战，在登封、汜水、韩城镇与日军激战两次。1944年6月，孙蔚如升任第一战区副司令长官兼任第四集团军总司令。
1945年7月，孫蔚如將軍調任第六戰區司令長官暨武漢地區受降主官，授上將銜。在十九天中，他负责解除日军武装二十一万人，接受工厂、仓库等三百余所，遣编伪军叶蓬部的邹平凡、李宝莲、公秉藩等三个军九万余人。

### 晚年生涯
1945年12月，他任武漢行營副主任。1946年，他任武汉行辕副主任。1948年8月，他任戰略顧問委員會委員。
1949年初，他留在上海，未隨國民政府赴台灣。中華人民共和國建立後投共，历任陝西省副省長，中华人民共和国國防委員會委員，陕西省第一、二届各界人民代表会议协商委员会副主席，陕西省第一、四届政协副主席，民革中央常委，民革陕西省委第一、二、三届主任委员，第五届全国政協委員等職。
1979年7月27日，孫蔚如逝世。

## 其它
他是今西安市第三十四中学创始人。